# Голлі Вебб (хокеїстка)
Голлі Вебб (англ. Hollie Webb, нар. 19 вересня 1990) — британська хокеїстка на траві, олімпійська чемпіонка 2016 року.

## Виступи на Олімпіадах
| Олімпіада           | Дисципліна     | Місце  |
| ------------------- | -------------- | ------ |
| Ріо-де-Жанейро 2016 | хокей на траві | Золото |
| Токіо 2020          | хокей на траві | Бронза |

## Зовнішні посилання
- Голлі Вебб — олімпійська статистика на сайті Sports-Reference.com (англ.) (архівна версія)